# Tephrosia filiformis
Tephrosia filiformis là một loài thực vật có hoa trong họ Đậu. Loài này được (Jacq.) Pers. miêu tả khoa học đầu tiên.